# 稲村ヶ崎駅
稲村ヶ崎駅（いなむらがさきえき）は、神奈川県鎌倉市稲村ガ崎二丁目にある、江ノ島電鉄の駅である。駅番号はEN10。

## 歴史
- 1904年（明治37年）4月1日：開業。
- 2024年（令和6年）3月17日：無人駅となる[1]。

### 停留所・駅位置の変遷
（本節の参考文献：吉田克彦 作成「江ノ電駅名変遷」『江ノ電讃歌』p13）
- 1922年（大正11年）：当時は現在の位置より東側に停留所があり、1面1線の停留所であった。
- 1926年（大正15年）：列車交換停留所となる。
- 1930年（昭和5年）：或いは 1931年（昭和6年）- 再び1面1線の停留所に戻る。この頃の停留所は路面電車のようにホームの高さは低かった。
- その後（時期不明）：西に移動して再び列車交換停留所となってホームの高さが高くなり、改札口のある駅に昇格し、現在に至る。

## 駅構造
島式ホーム1面2線を有する地上駅で、交換施設を有する。改札口にはPASMO・Suica利用者向けの簡易ICカード改札機とタッチ決済・QRコード決済リーダー機が設置されており、無人ではあるが駅舎が据えられ、自動券売機も設置されている。ホームと改札口は構内踏切でつながっている。トイレは改札外で駅舎に隣接する形で設置されている。2017年に駅のバリアフリー化工事が完了し、スロープが設置されている。
かつては当駅と極楽寺駅の間にある極楽寺検車区との入出庫のため、当駅を始発・終着とする列車が設定されていたが、2023年3月のダイヤ改正で廃止された。

### のりば
| 番線 | 路線         | 方向 | 行先                       |
| ---- | ------------ | ---- | -------------------------- |
| 1    | 江ノ島電鉄線 | 上り | 七里ヶ浜・江ノ島・藤沢方面 |
| 2    | 江ノ島電鉄線 | 下り | 極楽寺・長谷・鎌倉方面     |

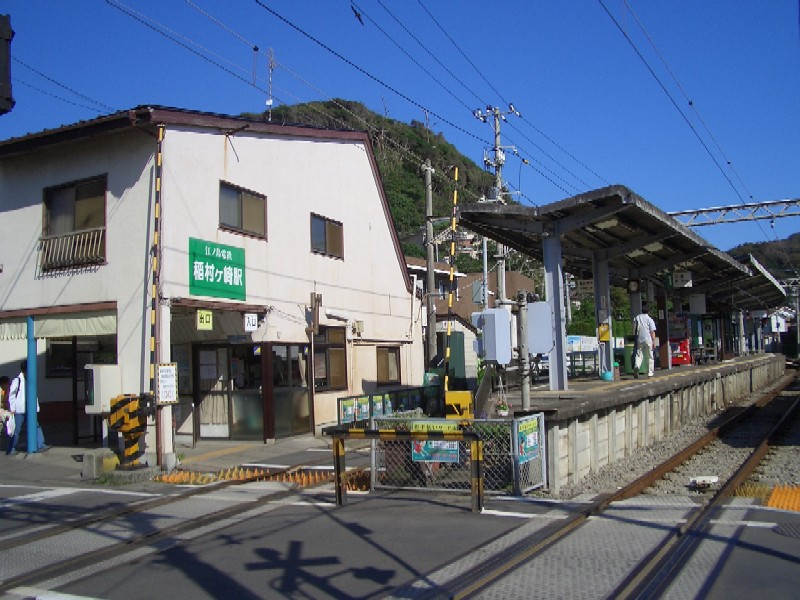
藤沢方面にある七里ヶ浜4号踏切道から見たリニューアル前のホーム（2004年10月17日）
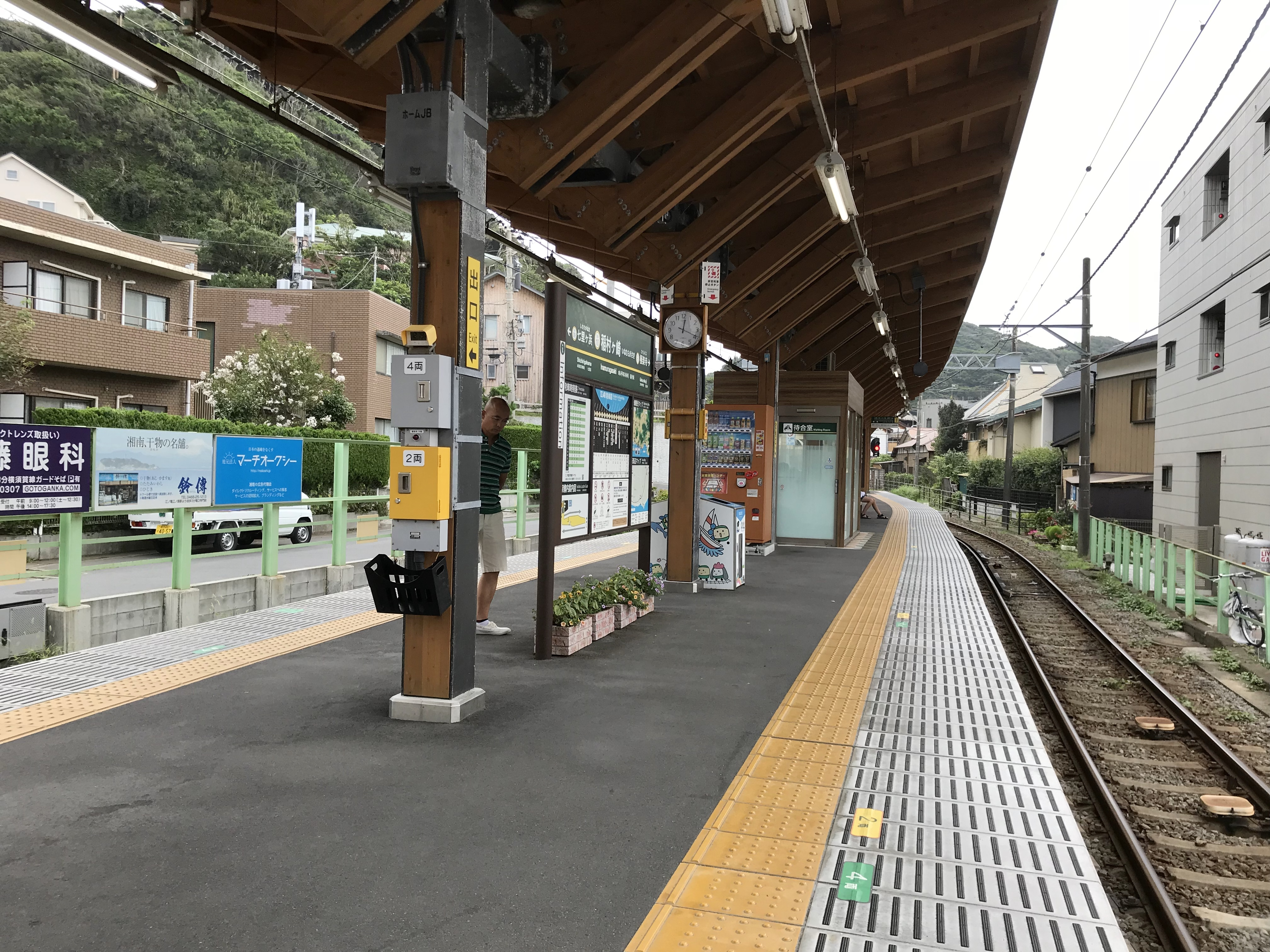
リニューアル後のホーム（2018年8月12日）
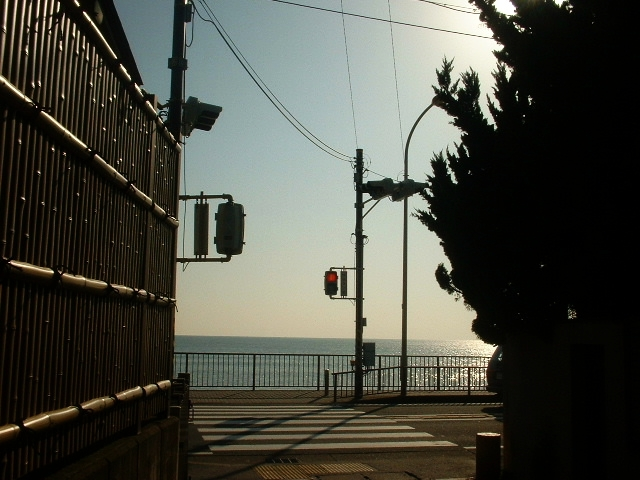
下車し海側へ坂を下ると、すぐ海岸である。

## 利用状況
2019年（令和元年）度の1日平均乗降人員は4,309人であり、江ノ電全15駅中7位。
近年の1日平均乗降・乗車人員の推移は下表の通り。
| 年度               | 1日平均 乗降人員 | 1日平均 乗車人員 | 出典     |
| ------------------ | ---------------- | ---------------- | -------- |
| 1995年（平成07年） |                  | 2,457            | [ * 1 ]  |
| 1998年（平成10年） |                  | 2,100            | [ * 2 ]  |
| 1999年（平成11年） |                  | 2,015            | [ * 3 ]  |
| 2000年（平成12年） |                  | 2,014            | [ * 3 ]  |
| 2001年（平成13年） |                  | 1,977            | [ * 4 ]  |
| 2002年（平成14年） |                  | 1,945            | [ * 5 ]  |
| 2003年（平成15年） |                  | 1,935            | [ * 6 ]  |
| 2004年（平成16年） |                  | 1,888            | [ * 7 ]  |
| 2005年（平成17年） |                  | 1,954            | [ * 8 ]  |
| 2006年（平成18年） |                  | 2,020            | [ * 9 ]  |
| 2007年（平成19年） |                  | 1,653            | [ * 10 ] |
| 2008年（平成20年） | 4,752            | 1,592            | [ * 11 ] |
| 2009年（平成21年） |                  | 1,546            | [ * 12 ] |
| 2010年（平成22年） |                  | 1,420            | [ * 13 ] |
| 2011年（平成23年） | 4,394            | 1,371            | [ * 14 ] |
| 2012年（平成24年） | 4,715            | 2,386            | [ * 15 ] |
| 2013年（平成25年） | 4,798            | 2,343            | [ * 16 ] |
| 2014年（平成26年） | 4,968            | 2,429            | [ * 17 ] |
| 2015年（平成27年） | 5,092            | 2,494            | [ * 18 ] |
| 2016年（平成28年） | 5,204            | 2,557            | [ * 19 ] |
| 2017年（平成29年） | 4,384            | 2,256            | [ * 20 ] |
| 2018年（平成30年） | 4,475            | 2,305            | [ * 21 ] |
| 2019年（令和元年） | 4,309            |                  |          |

## 駅周辺
駅周辺には小規模ながら商店や住宅が立ち並んでいる。少し南へ行くとサーフィンのメッカとして有名な七里ヶ浜が広がっているが、この海岸は鎌倉時代からの砂鉄の産地としても有名であり、砂浜が黒いのも特徴である。
- 国道134号（湘南道路）
- 稲村ヶ崎
- 稲村ヶ崎温泉

### バス路線
駅南の湘南道路上にある「稲村ヶ崎」が最寄りバス停。江ノ電バスにより元日の夜に1往復のみ運行
- K5 - 七里ヶ浜行 ／ 鎌倉駅行

## 稲村ヶ崎駅を舞台とした作品
- サザンオールスターズの桑田佳祐が監督した映画『稲村ジェーン』はこの駅周辺の海岸が舞台である。
- 1970年代のテレビドラマ『おれは男だ!』にも何度かこの駅が登場する。
- 舟を編む - 作中で当駅を利用する風景が描かれている。
- ASIAN KUNG-FU GENERATION 『稲村ヶ崎ジェーン』

## 隣の駅
江ノ島電鉄
 江ノ島電鉄線
七里ヶ浜駅 (EN09) - 稲村ヶ崎駅 (EN10) - 極楽寺駅 (EN11)